# ジョン・デヴィソン
ジョン・キャロル・デヴィソン（John Carrol Davison、1843年11月19日 - 1928年10月20日）は、明治時代の日本で活躍したメソジスト派の宣教師である。
日本における讃美歌に多大な貢献をした。

## 生涯
1843年（天保14年）11月19日　アメリカ合衆国のニュージャージー州で、父ロバート・母メアリーの息子として生まれる。
1873年（明治6年）　ドルー神学校を卒業し、ニューアーフ年会より按手礼を受ける。
1873年（明治6年）5月20日　メアリー・エリザベス・スチュアート（Mary Elizabeth Stout）と結婚する。この時、彼の妹のメアリー・フランシス・ディヴィソン（Mary Frances Davison）と神学校の級友ジュリアス・ソーパーの結婚式も同時に行われた。
1873年（明治6年）8月8日　妻とソーパー夫妻と供に来日する。この4人は全員が宣教師であった。こうしてメソジスト監督教会で宣教をした最初の宣教師の一人になった。横浜山手60番地に一時滞在する。
1873年（明治6年）8月31日　長崎に行き宣教を始める。長崎に長崎銀屋町教会を設立、活水学院、鎮西学院などの創設に関わる。
1874年（明治7年）　メソジストの最初の日本語讃美歌集『讃美の歌』を出版する。また後に『基督教聖歌集』を出版する。元仏僧の飛鳥賢次郎がデヴィソンの日本語教師になる。
1875年（明治8年）4月16日　長崎で長男のフランシス（Frances）が誕生。
1876年（明治9年）　飛鳥賢次郎が日本語の教材として用いた和訳福音書により回心し、デヴィソンが洗礼を授ける。
1877年（明治10年）　長崎の教区長となる。
1878年（明治11年）4月18日　長崎で長女のマーベル・ウィンター・デヴィソン（Mabel Winter Davison）が誕生。彼女は後に宣教師となる。
1878年（明治11年）　ジョン・イングの後任として弘前の東奥義塾に赴任する。次に、函館に赴任する。
1882年（明治14年）　アメリカに帰国。
1883年（明治15年）　横浜に赴任し、横浜の教区長となる。
1885年（明治17年）　横浜を離れ長崎に赴任し、長崎の教区長となる。
1887年（明治19年）　沖縄訪問し、沖縄へ初めて訪れたメソジストの宣教師となる。
1890年（明治22年）　メソジスト讃美歌を改訂増補する。
1891年（明治23年）　長崎を離れ、アメリカに帰国。
1892年（明治24年）　来日し、東京へ赴任する。
1897年（明治29年）　東京を離れ長崎に赴任し、長崎の教区長となる。
1901年（明治33年）　オレゴン州セーラムのウィラメット大学より、名誉神学博士号を贈られる。
1902年（明治34年）　長崎を離れ熊本に赴任し、熊本の教区長となる。
1909年（明治42年）　熊本の教区長を引退する。
1915年（大正4年）4月28日　妻のメアリーが死去する。　
1921年（大正10年）　宣教師を引退しアメリカに帰国する。
1928年（昭和3年）10月20日　カリフォルニア州のバークレーで死去する。